# 杜姆拉奥恩
杜姆拉奥恩（Dumraon），是印度比哈尔邦Buxar县的一个城镇。总人口45796（2001年）。

## 人口
该地2001年总人口45796人，其中男性24378人，女性21418人；0—6岁人口7902人，其中男4118人，女3784人；识字率54.02%，其中男性为63.53%，女性为43.20%。